# Wolf von Engelhardt
Wolf von Engelhardt, né le 9 février 1910 et mort le 4 décembre 2008, est un géologue et minéralogiste allemand.